# 恋する女たち (1969年の映画)
『恋する女たち』（こいするおんなたち、Women in Love）は1969年のイギリスの恋愛ドラマ映画。
監督はケン・ラッセル、出演はアラン・ベイツ、オリヴァー・リード、グレンダ・ジャクソン、ジェニー・リンデンなど。
D・H・ローレンスの1920年の同名小説を原作とし、2組の男女の愛のあり方を描いている。
第43回アカデミー賞ではグレンダ・ジャクソンが主演女優賞を受賞した。
アラン・ベイツとオリヴァー・リードの裸のレスリングのシーンがよく知られており、多くの人にとってメジャー映画で男性のフルヌードが初めて披露された場面とされている。
日本では1970年の劇場公開後、1990年にVHSビデオが発売されたが、2022年10月時点でDVD/ブルーレイは発売されておらず、またネット配信もされていない。

## ストーリー
映画の舞台は1920年、ミッドランズ地方の鉱山町ベルドーヴァー。アーシュラとグドルンのブラングウェン姉妹は、町の裕福な鉱山主トーマス・クライチの娘ローラと海軍士官ティビー・ラプトンの結婚式に向かう途中、結婚について語り合う。村の教会で、姉妹は披露宴に出席している特定の人物、グドルンはローラの兄ジェラルドに、アーシュラはジェラルドの親友ルパート・バーキンに、それぞれ心を奪われる。アーシュラは学校の教師で、ルパートは視学官である。彼女は、彼が自分の教室を訪れ、植物学の授業を中断して、尾状花序の性的性質について対話したことを思い出す。
その後4人は、ルパートとの恋人関係が破綻しつつある裕福な女性ハーマイオニー・ロディスの屋敷で開かれたハウス・パーティで顔を合わせる。ハーマイオニーが客への余興として「ロシア・バレエ風」のダンスを始めると、ルパートは彼女の気取りぶりに我慢できなくなり、ピアニストにラグタイムを弾くように言う。すると出席者がみな自然と踊り出し、ハーマイオニーは憤慨してその場から出ていく。ルパートが彼女を追って隣の部屋に行くと、彼女はガラスの文鎮で彼の頭を殴りつけ、彼はよろめきながら外に出て行く。そして彼は服を脱ぎ捨て、全裸で森の中をさまよい歩く。後日、クライチ家で毎年行われ、町のほとんどの人が招待されるピクニックで、アーシュラとグドルンは人けのない場所を見つけると、アーシュラは「アイム・フォーエヴァー・ブローイング・バブルス」を歌い始め、グドルンはハイランド牛の群れの前で踊り出す。その場にジェラルドとルパートが現れると、ジェラルドはグドルンの行動を「ありえない、ばかばかしい」と言いつつも、彼女を愛していると告げる。「そういう言い方もあるわね」と彼女は答える。アーシュラとルパートは死と愛について語り合いながらその場を離れて歩いていき、2人は森の中で愛し合う。その日は湖で泳いでいたローラとティビーが溺れ死ぬ悲劇で終わる。
ジェラルドとルパートの語り合いの中で、ルパートは日本式のレスリングをしようと提案する。2人は全裸になり、暖炉の火明かりの中でレスリングを始める。ルパートは2人の親密さを楽しむと、互いに愛し合うと誓うべきだと言うが、女との感情的かつ肉体的結合と同様に男との感情的結合も持ちたいというルパートの考えをジェラルドは理解することができない。アーシュラとルパートは結婚を決意し、グドルンとジェラルドは交際を続ける。ある晩、父の病と死で精神的に疲れ果てていたジェラルドは、ブラングウェン家に忍び込み、グドルンのベッドで一晩を過ごすと、夜明けに出て行く。
それからしばらくして、アーシュラとルパートの結婚後、ジェラルドはクリスマスに4人でアルプスに行こうと提案する。アルプスの宿で、グドルンはゲイのドイツ人彫刻家レルケに興味を持ち、ジェラルドを苛立たせる。芸術家であるグドルンは、芸術を生み出すには残虐性が必要だというレルケの考えに惹かれる。ジェラルドは嫉妬と怒りをますます募らせていくが、そんな彼をグドルンは愚弄して嘲笑うだけである。そして、ついに耐えられなくなったジェラルドは、グドルンの首を絞めて殺そうとするが諦め、死に場所を求めて雪山をさまよい歩いて1人で死んでいく。ジェラルドの死にも冷静なグドルンは「ドレスデンに行こうと思う。しばらくの間」とアーシュラに言う。一方、目を開けたまま凍死したジェラルドの顔をルパートは涙を流しながらそっと撫でると「こんなことになって欲しくなかった。彼は私を愛すればよかったんだ。彼にそう言ったのに」とアーシュラに言う。ルパートとアーシュラはイングランドの別荘に戻る。ルパートは死んだ友人を偲んで悲しみに暮れる。アーシュラとルパートが愛について語り合う中、アーシュラは2種類の愛は存在するはずがないと言う。ルパートはアーシュラにかつて話した「女の愛はアーシュラだけで十分だが、男との永遠の愛と絆は別にある」との持論をもとに彼女の言葉を否定する。アーシュラは愕然とする。

## キャスト
- ルパート・バーキン: アラン・ベイツ - 視学官。
- ジェラルド・クライチ: オリヴァー・リード - 裕福な炭坑主の跡取り息子。ルパートの親友。
- グドルン・ブラングウェン: グレンダ・ジャクソン - 彫刻家。
- アーシュラ・ブラングウェン: ジェニー・リンデン（英語版） - グドルンの妹[注 1]。小学校教師。
- ハーマイオニー・ロディス: エレノア・ブロン（英語版） - ルパートの貴族趣味の恋人。
- レルケ: ヴラデク・シェイバル（英語版） - ドイツの芸術家。
- トーマス・クライチ: アラン・ウェッブ（英語版） - ジェラルドの父親。
- クリスティアンナ・クライチ: キャサリン・ウィルマー - ジェラルドの母親。
- ウィニフレッド・クライチ: フィービー・ニコルズ（英語版） - ジェラルドの末妹。
- ローラ・クライチ: シャロン・ガーニー - ジェラルドの長妹。
- ティビー・ラプトン: クリストファー・ゲイブル - ローラの夫。海軍士官。
- トム・ブラングウェン: マイケル・ガフ - グドルンとアーシュラの父親。
- ブラングウェン夫人: ノーマ・シェベア - グドルンとアーシュラの母親。
- レルケの友人: リチャード・ヘッファー（英語版）

## 製作

### 企画
ラリー・クレイマーはアメリカ人で、1961年にロンドンに移り、コロンビア映画でストーリー編集助手として働き、ユナイテッド・アーティスツのデヴィッド・ピッカーの助手になっていた。ユナイテッド・アーティスツはクレイマーにニューヨークへの移住を求めたが、彼はロンドンに住んで制作をしたいとして、仕事を辞める。1967年に『茂みの中の欲望』にプロデューサーとして参加し、脚本を書き直すことになる。
彼が次の企画を探していたところ、『ジョージー・ガール』（1966年）を成功させたシルヴィオ・ナリッツァーノ監督が、クレイマーに『恋する女たち』の映画化を提案した。クレイマーは小説を読んで気に入り、4,200ドルで映画化権を手に入れた。彼は原作の章をもとに映画用の脚本を書き、ユナイテッド・アーティスツのデヴィッド・チャスマンとデヴィッド・ピッカーに企画を売り込むことに成功した。

### 脚本
クレイマーは当初、デヴィッド・マーサーに脚本を依頼した。マーサーの脚本は原作とあまりに違っていたため、彼はこのプロジェクトから外されることになった。「ひどいマルクス主義の政治パンフレットだった」とクレイマーは語っている。「とにかくひどい。私には脚本もないし、他の作家を雇う金ももうなかった」。
最終的にクレイマーは、それまで脚本を書いたことがなかったにもかかわらず、自ら脚本を書いた。「私は選択によってではなく、必要性から脚本家になった」と彼は語っている。
クレイマーは「映画の半分より少し多く」が小説からの直接の引用だと語っている。残りの部分は、ローレンスの手紙やエッセイ、詩、戯曲など、様々な資料から引用している。
「アクションと一緒に感情も伝えることができること、映画においてアイデアと会話と美しい風景は相容れないものではないことを示したかった」とクレイマーは語っている。「私の最初の草稿はすべて台詞で、2番目の草稿はほとんど映像だった。最終的には両方の組み合わせになった」。

### ケン・ラッセルの起用
監督に予定されていたナリッツァーノは、個人的な挫折が重なり、このプロジェクトを離れた。彼は妻と離婚し、その後すぐに亡くなっている。ナリッツァーノが去った後、クレイマーはジャック・クレイトン、スタンリー・キューブリック、ピーター・ブルックなど多くの監督にこのプロジェクトを担当してもらうことを検討したが、彼らはいずれも辞退した。
ケン・ラッセルはそれまで2作品しか監督しておらず、BBCの芸術家についての伝記プロジェクトでよく知られていた。彼の2作目の『10億ドルの頭脳』はユナイテッド・アーティスツのチャスマンとピッカーに賞賛され、彼らは「右翼の批評家からは酷評されたが、もっと共感できる題材ならもっとうまくいくと思った」とラッセルに話した。チャスマンとピッカーはクレイマーの脚本のコピーをラッセルに送り、ラッセルはそれを気に入った。監督は小説を読み、それを大いに気に入り、『恋する女たち』を「おそらくこれまでに書かれた最高の英国小説」と呼んだ。彼はクレイマーと共同で、ローレンス自身の人生から得た情報をもとに、小説の一部を追加して、さらに脚本を練った。その中にはヌード・レスリングのシーンも加えられていた。「最初の脚本にはなかった」とラッセルは書いている。「検閲を通るとは思わなかったし、撮影が困難であることもわかっていた。最初の推測は間違っていたが、2つ目は正しかった。オリー（オリヴァー・リード）は私を説得してくれた。彼は私の台所で柔術のスタイルで私と格闘し、私が「OK、OK、君の勝ちだ、（ヌードシーンの撮影を）やるよ」と言うまで私を放さなかった」。
ユナイテッド・アーティスツが脚本を承認するまでに、このプロジェクトに2人目のプロデューサーとしてマーティン・ローゼンが加わった。

### キャスティング
ラッセルはキャスティングが「難しかった」と語っているが、それは彼のテレビ作品のほとんどが俳優ではない人たちとの共演だったため「手近にある本当の才能にまったく手が届かない」状態だったことも一因である。
クレイマーは何年も前からアラン・ベイツにバーキン役について話をしており、彼は比較的簡単にキャスティングされた。ベイツは髭を生やしており、D・H・ローレンスに身体的に似ていたのである。
ラッセルと『10億ドルの頭脳』を撮ったばかりのマイケル・ケインは、主役のオファーを受けたが、ヌードシーンは無理だと思ったので断ったと語っている。
クレイマーはジェラルド役にエドワード・フォックスを希望した。フォックスはローレンスによるキャラクター描写（「金髪で冷たい印象で北欧系」）にぴったりだったが、製作費を出していたユナイテッド・アーティスツは、ローレンスのキャラクター描写と身体的に違っていても、より金になるスターであるオリヴァー・リードをジェラルド役に強制的に押し付けた。ラッセルは以前リードと仕事をしたことがあり、この俳優が「身体的にはこの役に理想的でなかったが、これ以上ないほどよく演じてくれた」と述べている。
クレイマーはグドルン役にグレンダ・ジャクソンを起用することにこだわっていた。当時、彼女は演劇界ではよく知られていた。ロイヤル・シェイクスピア・カンパニーのメンバーとして、『マラー/サド』のシャルロット・コルデー役で大きな注目を集めていたのである。しかし、ユナイテッド・アーティスツは、ジェラルドを自殺に追い込むグドルン役に求められる伝統的美貌を充分に持っていないと判断し、納得していなかった。ラッセルがジャクソンに会った時の印象は取り立てて良かったわけではなかったが、『マラー/サド』を見て初めて「彼女がスクリーン映えする素晴らしい個性を持った人物であるかわかった」と語っている。
4人の主役のうち最後に配役されたのはアーシュラ役だった。ヴァネッサ・レッドグレイヴとフェイ・ダナウェイはどちらも、2人の姉妹のうち面白みに欠ける方の役であり、グレンダ・ジャクソンの演技力に簡単に食われてしまうと考え、この役を辞退した。ラッセルとクレイマーは偶然、ジェニー・リンデンがピーター・オトゥールを相手に行なった『冬のライオン』のスクリーン・テスト（彼女はその役を得ることはできなかった）に出くわした。リンデンは一人息子を出産したばかりだったため、この役を引き受けることを望んでいなかったが、クレイマーとラッセルに説得された。
ベイツとリードは利益の一定割合を受け取り、リンデンとジャクソンには固定給が支払われた。
作曲家マイケル・ギャレットがピアノを弾いているシーンもある。

### 撮影
撮影は1968年9月25日に始まり、イングランド北部とスイスで行われた。オープニングのクレジットシーンは、現在ダービーシャーのクライチ路面電車博物館となっている場所で撮影された。16週間かかり、予算は165万ドルだったが「みんなが助けてくれたおかげで」150万ドルになったとクレイマーは語っており、これには主要な参加メンバーが取った分け前も含まれている。ジャクソンは撮影中妊娠していた。
この映画には、ベイツとリードの有名なヌード・レスリングのシーンがある。クレイマーによれば、リードは撮影に酔って現れ、ベイツを酔わせたという。「カメラに自分自身を晒す前に酔っ払わなければならなかったんだ」とリードは語っている。他にも、撮影に乗り気でなかったベイツとリードは、ある夜ふたりで酔っ払って一緒に用を足しに行き、それぞれの下半身をチェックした結果、何も気にすることはないとの結論に至ったとの逸話がある。しかし、リードが「もっと意味深に見えるように何とかして半立ちにして、ガールフレンド全員から『やめときなよ』と見捨てられないよう必死だった」と言ったように、彼がテイクの合間に現場を離れていたことを踏まえると、実際には気にしていたのだろうと指摘されている。
ラッセルは、姉妹がロンドンに行って「ラ・ヴィ・ボエム（ボヘミアンの生活）を試しに体験する」シーンを省略したことを後悔していると語っている。「それは彼女たちのキャラクターを形成し、その後の行動を説明するのに役立った。そして、少なくとも2人の俳優がミスキャストだった。もう1人は2回目の登場で交代させざるをえなかった。しかし、映画があなたたちをワクワクさせるのであれば、そんなことは問題ではない。見事なカメラワーク、素晴らしい編集、優れた脚本、良い演技があっても、そんなスイング（リズム）がなければ意味がないのだ」。

## 作品の評価

### 興行収入
1970年のイギリスの興行成績で上位8作品に入るヒット作となった。製作費は160万ドルでイギリス国内だけで製作費を回収した。
米国とカナダではレンタルで300万ドルを稼ぎ、全世界で450万ドルを稼いだ。

### ケン・ラッセルによる評価
ラッセル監督は後に「私は『恋する女たち』よりもいい映画を作ってきたが、それ（『恋する女たち』）には確かに大衆の心をくすぐる何かがあったし、それはベイツとリード両氏といった男性陣だけではなかった」と書いている。「それまでの映画ではあまりなかった男女間の親密さを追求していたからかもしれないが、自分の功績と言えるのはわずかだ。私はD・H・ローレンスが半世紀前に書いたものをスクリーンに映し出しただけなのだから。しかし、この映画には素晴らしい演技があり...アランとオリー（オリヴァー）の2人はどちらも、特にヌード・レスリングのシーンで、本当に真剣に作品のテーマに取り組んでくれた」。

### 映画批評家によるレビュー
Rotten Tomatoesによれば、23件の評論のうち高評価は83%にあたる19件で、平均点は10点満点中7.5点、批評家の一致した見解は「味のある繊細な演技のカルテットとケン・ラッセルの調子の狂った演出が、D・H・ローレンスによる男女の闘いを命の実感があるものにしている。」となっている。

### 受賞歴
| 賞                                   | 部門                     | 対象者                     | 結果       |
| ------------------------------------ | ------------------------ | -------------------------- | ---------- |
| アカデミー賞                         | 監督賞                   | ケン・ラッセル             | ノミネート |
| アカデミー賞                         | 主演女優賞               | グレンダ・ジャクソン       | 受賞       |
| アカデミー賞                         | 脚色賞                   | ラリー・クレイマー         | ノミネート |
| アカデミー賞                         | 撮影賞                   | ビリー・ウィリアムズ       | ノミネート |
| 英国アカデミー賞                     | 作品賞                   | ケン・ラッセル             | ノミネート |
| 英国アカデミー賞                     | 監督賞                   | ケン・ラッセル             | ノミネート |
| 英国アカデミー賞                     | 主演男優賞               | アラン・ベイツ             | ノミネート |
| 英国アカデミー賞                     | 主演女優賞               | グレンダ・ジャクソン       | ノミネート |
| 英国アカデミー賞                     | 脚本賞                   | ラリー・クレイマー         | ノミネート |
| 英国アカデミー賞                     | 美術賞                   | ルチャーナ・アリギ         | ノミネート |
| 英国アカデミー賞                     | 撮影賞                   | ビリー・ウィリアムズ       | ノミネート |
| 英国アカデミー賞                     | 衣裳デザイン賞           | シャーリー・アン・ラッセル | ノミネート |
| 英国アカデミー賞                     | 作曲賞                   | ジョルジュ・ドルリュー     | ノミネート |
| 英国アカデミー賞                     | 音響賞                   | テリー・ローリングス       | ノミネート |
| 英国アカデミー賞                     | 新人賞                   | ジェニー・リンデン         | ノミネート |
| ゴールデングローブ賞                 | 外国映画賞（英語映画）   | 外国映画賞（英語映画）     | 受賞       |
| ゴールデングローブ賞                 | 主演女優賞（ドラマ部門） | グレンダ・ジャクソン       | ノミネート |
| ゴールデングローブ賞                 | 監督賞                   | ケン・ラッセル             | ノミネート |
| ローレル賞                           | 女優賞（ドラマ部門）     | グレンダ・ジャクソン       | 5位        |
| ナショナル・ボード・オブ・レビュー賞 | 作品賞トップ10           | 作品賞トップ10             | 3位        |
| ナショナル・ボード・オブ・レビュー賞 | 女優賞                   | グレンダ・ジャクソン       | 受賞       |
| 全米映画批評家協会賞                 | 女優賞                   | グレンダ・ジャクソン       | 受賞       |
| ニューヨーク映画批評家協会賞         | 女優賞                   | グレンダ・ジャクソン       | 受賞       |